# Діловий маршрут

Приклад ділового маршруту та інших видів спеціальних маршрутів

Діловий маршрут (бізнес-маршрут або бізнес-кільце, діловий відгалок або міський маршрут) — це короткий спеціальний маршрут у Сполучених Штатах, який на початку відгалужується від головного шосе з номерами, продовжується через центральний діловий район сусіднього міста чи містечка і, нарешті, знову з’єднується з шосе з тим самим головним номером у кінці бізнес-маршруту. Їх призначення часто має на меті спрямувати рух до ділових районів, які обходять, коли на деякій відстані будується нове шосе.

## Найменування

Міжштатна ділова петля (loop).

Бізнес-маршрути мають той самий номер, що й основні (батьківські) маршрути, як паралельні. Наприклад, US Route 1 Business (US 1 Автобус.) відходить від США і йде паралельно 1, а Міжштатний 40 діловий (I-40 Bus.) відділяється від I-40 і йде паралельно.